# Laurent Muhleisen
 (novembre 2011).
Si vous disposez d'ouvrages ou d'articles de référence ou si vous connaissez des sites web de qualité traitant du thème abordé ici, merci de compléter l'article en donnant les références utiles à sa vérifiabilité et en les liant à la section « Notes et références ».
Laurent Muhleisen né le 2 mai 1964 à Strasbourg, est un traducteur de théâtre français, spécialiste du théâtre allemand contemporain et le conseiller littéraire de la Comédie-Française.

## Biographie
Après des études d’allemand et une brève période d’enseignement, Laurent Muhleisen se consacre entièrement à la traduction à partir de 1991.
Il a traduit Dea Loher, Marius von Mayenburg, Roland Schimmelpfennig, Rainald Goetz, Rainer Werner Fassbinder, Ewald Palmetshofer, mais aussi Bertolt Brecht, Hugo von Hofmannsthal, Hans Mayer et Wim Wenders. Depuis octobre 2006, il est conseiller littéraire et théâtral à la Comédie-Française.
Depuis 1999, il dirige la Maison Antoine Vitez, Centre international de la traduction théâtrale à Paris.
Il est l’un des animateurs du réseau TER (Traduire, Éditer, Représenter), dont l’objectif est de favoriser la circulation des œuvres dramatiques contemporaines en Europe. Il organise le cycle de lectures d'auteurs contemporains par la troupe de la Comédie-Française.